# Páli
Páli község Győr-Moson-Sopron vármegyében, a Csornai járásban.

## Fekvése
Magyarország északnyugati részén, a Kisalföldön, a Rábaköz déli részén fekszik, a Rábától körülbelül 4 kilométerre északra.
A szomszéd települések: észak felől Magyarkeresztúr és Zsebeháza, északkelet felől Szil, délkelet felől Vág, dél felől Pápoc, délnyugat felől Edve, nyugat felől pedig Beled.

### Megközelítése
A település legfontosabb közúti megközelítési útvonala a 86-os főút, amely nagyjából kelet-nyugati irányban végighúzódik a belterületén, annak főutcájaként; azon érhető el Csorna, illetve Répcelak-Szombathely felől is.
A környező kisebb települések közül Vággal és Kemenesszentpéterrel a 8426-os, Edvével és Vámosújfaluval a 8427-es, Mihályival és Vadosfával a 8607-es utak kötik össze; határszélét északon, egy rövid szakaszon érinti még a 8605-ös út is.
Vasútvonal nem érinti, a legközelebbi vasúti csatlakozási lehetőséget a Hegyeshalom–Porpác-vasútvonal Páli-Vadosfa megállóhelye kínálja, a központtól bő 3 kilométerre északra, Vadosfa község déli határa közelében.

## Története
A település neve a „Peuli-Pálé” személynévbirtoklást kifejező „i” képzős származékából ered.
Első írásos említésével 1220-ból találkozhatunk, amikor II. András királyunk Páli és Edői pusztát Osl és Belud grófnak adományozta. Az 1300-as évek elején már lakott hely, a "két Páli" néven szerepel. Az 1325 évi adományozást követően, 1327-ben I. Károly magyar király Köcski Sándor országbírót többek között a két Páli, Pápoc és Sebes birtokában is megerősítette. 1346-ban már Magyar Pál és felesége Gelsei Margit birtokolta zálogjogon, Köcski Sándor fiától Györgytől 1352-ben vásárolták meg. Gelsei Margit 1365-ben Pápocon prépostságot alapított, amelyhez Páli is tartozott. A két település közötti kapcsolat ettől kezdve a 20. század közepéig fennmaradt.
V. László király 1451-ben új királyi adománylevéllel erősítette meg Máté prépostot a sopronmegyei két Páli, Daák puszta és Vicafölde birtokok jogában és a győri káptalan által újból való beiktatását is elrendelte.
Az 1500-as évek második felében, 1571-ben majorsági földekről, 1566-ban pedig már plébániáról is voltak feljegyzések. A törökdúlás idején 1594-ben Rábaköz jelentős része elpusztult, két évtizeden át Páli is lakatlan volt. A 17. sz. elején Bethlen Gábor hadai foglalták el a pápoci prépostság birtokait, így Pálit is.
A Rábaközi Főesperesség egyházlátogatási jegyzőkönyve szerint 1659-ben 40 telkes jobbágy élt a faluban, egy kivétellel mind katolikusok. Weres Mátyás prépost, a győri székesegyház kanonokja építtette 1642-ben a mennybe fölvett Boldogságos Szűz Mária tiszteletére felszentelt plébániatemplomot, így kegyhellyé vált. Itt épült meg Magyarország első kálvária csoportja a XVII. század második felében.
A 18. század a kuruc-labanc harcokkal vette kezdetét. Erős hadisarcot vetett ki mindkét fél a falvakra, a prépostra és birtokaira.
A páliak robotolása az 1720-25 közötti időszakban kezdődött, amikor az eszterun belüli rétet falustól kiirtva kénytelenek voltak az uraságnak átengedni. Az erdőirtás során nyert földterületet az uraság visszaváltogatta a jobbágyoktól. Az így nyert urasági földeken hatalmas robotterhek nehezedtek a jobbágyokra. A népszaporulat megkövetelte a nagyobb földterületeket. Ezt belátva az uraság átengedte a jobbágyoknak az újabb irtásföldek felét. Ezáltal kedvezőbbé vált helyzetük.
A faluban  takácscéh  is működött, 1716-os céhlevelét többször megújították, a céh tagjainak száma meghaladta az 50-t. Zászlójuk értékes céhrelikvia.

## Közélete

### Polgármesterei
- 1990–1994: Németh Imre (független)[3]
- 1994–1998: Póczik András (független)[4]
- 1998–2002: Póczik András (független)[5]
- 2002–2006: Póczik András (független)[6]
- 2006–2010: Póczik András (független)[7]
- 2010–2014: Póczik András (független)[8]
- 2014–2019: Póczik András (független)[9]
- 2019–2024: Póczik András (független)[10]
- 2024– : Nagy István (független)[1]

## Népesség
A település népességének változása:
| Lakosok száma | 365  | 362  | 418  | 373  | 344  | 390  | 393  |
|               | 2013 | 2014 | 2015 | 2021 | 2022 | 2023 | 2024 |

A 2011-es népszámlálás során a lakosok 96,9%-a magyarnak, 0,3% németnek, 0,3% románnak mondta magát (3,1% nem nyilatkozott; a kettős identitások miatt a végösszeg nagyobb lehet 100%-nál). A vallási megoszlás a következő volt: római katolikus 84,7%, református 1,4%, evangélikus 2,8%, felekezeten kívüli 2,8% (8,1% nem nyilatkozott).
2022-ben a lakosság 92,4%-a vallotta magát magyarnak, 0,9% németnek, 0,6% szerbnek, 0,3% cigánynak, 0,3% horvátnak, 2% egyéb, nem hazai nemzetiségűnek (7,6% nem nyilatkozott; a kettős identitások miatt a végösszeg nagyobb lehet 100%-nál). Vallásuk szerint 49,4% volt római katolikus, 2,6% evangélikus, 0,6% református, 0,3% görög katolikus, 1,5% egyéb keresztény, 0,6% egyéb katolikus, 4,7% felekezeten kívüli (40,4% nem válaszolt).<ref>Páli Helységnévtár</f>

## Látnivalók
- Római katolikus templom

A mennybe fölvett Boldogságos Szűz Mária tiszteletére felszentelt plébánia templomot Weres Mátyás prépost, a győri székesegyház kanonokja építtette 1642-ben. Addig csak egy egyszerű fatemplom állt ott, ezt lebontották és a kis-páli templom tégláit is felhasználva épült fel a templom, tornya azonban fából készült. A templom jelenlegi tornyát 1770-ben emelték. 1804-ben megnagyobbították mellékhajókkal. A templomot kőfallal körülzárt temető vette körbe. A török hadak 1683-ban „felégették az oskolaházzal együtt, amely az utca közepén állott”, ezért szükségessé vált a templom felújítása 1693-ban. Az utolsó nagy felújítás 2004-ben fejeződött be.
- Kálvária